# Bactrocera consectorata
Bactrocera consectorata är en tvåvingeart som beskrevs av Drew 1989. Bactrocera consectorata ingår i släktet Bactrocera och familjen borrflugor. Inga underarter finns listade.